# ライトハウス (デヴィッド・クロスビーのアルバム)
『ライトハウス』（Lighthouse）は、2016年10月21日にGroundUPmusicからリリースされた、アメリカのミュージシャンデヴィッド・クロスビーによる5枚目のスタジオ・アルバム。ジャケットは、ポルトガルのポルトにあるフェルゲイラス灯台で撮影された。

## 評価
| 出版物 | 評価                           | 年     | ランク |
| ------ | ------------------------------ | ------ | ------ |
| モジョ | 2016 年のベスト アルバム 50 枚 | 2016年 | 34     |

## 収録曲
| #         | タイトル                       | 作詞・作曲                                 | 時間  |
| --------- | ------------------------------ | ------------------------------------------ | ----- |
| 1.        | 「Things We Do for Love」      | David Crosby, Michael League               | 4:15  |
| 2.        | 「The Us Below」               | David Crosby, Michael League, Marcus Eaton | 3:41  |
| 3.        | 「Drive Out to the Desert」    | David Crosby                               | 4:13  |
| 4.        | 「Look in Their Eyes」         | David Crosby, Michael League               | 4:37  |
| 5.        | 「Somebody Other Than You」    | David Crosby, Michael League               | 4:23  |
| 6.        | 「The City」                   | David Crosby, Michael League               | 4:45  |
| 7.        | 「Paint You a Picture」        | David Crosby, Marc Cohn                    | 4:23  |
| 8.        | 「What Makes It So」           | David Crosby                               | 4:00  |
| 9.        | 「By the Light of Common Day」 | David Crosby, Becca Stevens                | 6:14  |
| 合計時間: | 合計時間:                      | 合計時間:                                  | 40:31 |

## レコーディング・メンバー
- デヴィッド・クロスビー – ボーカル、アコースティック・ギター (1-5, 7, 8)、ギター・パーカッション (6)、12弦エレクトリック・ギター (7)
- マイケル・リーグ – ボーカル (1-6, 8, 9)、アコースティック・ギター (1-6, 8, 9)、12弦アコースティック・ギター (1, 5)、エレクトリック・ギター (1, 2, 4-6, 9) 、アコースティック・ベース (1, 2, 5, 7, 9)、ハンマートーン・ギター (2, 9)、エレクトリック・ベース (4, 6), ギター・パーカッション (4)、バリトン・ギター(6, 8)、12弦エレクトリック・ギター (6)、コントラバス (8)
- コーリー・ヘンリー – オルガン (6, 8)
- ビル・ローレンス – アコースティック・ピアノ (7, 9)
- ベッカ・スティーヴンス – ボーカル (9)
- ミシェル・ウィリス – ボーカル (9)

## 制作
- マイケル・リーグ – プロデューサー
- ファブ・デュポン – 共同プロデューサー、レコーディング、ミキシング
- パトリック・マクドゥーガル – ボーカル録音 (2, 6)
- ビル・レーン – アシスタントエンジニア
- リッチ・トシ – アシスタントエンジニア
- エド・ウォン – アシスタントエンジニア
- グレッグ カルビ – スターリング・サウンド (ニューヨーク州ニューヨーク市) マスタリング
- デヴィッド・クロスビー – アートディレクション
- ジャン・ディー – アートディレクション
- エミリア・カナス・メンデス – アートワーク
- エデュアルド・テクセリア・デ・サウザ&バンブー・スタジオ – 写真